# Skrimir

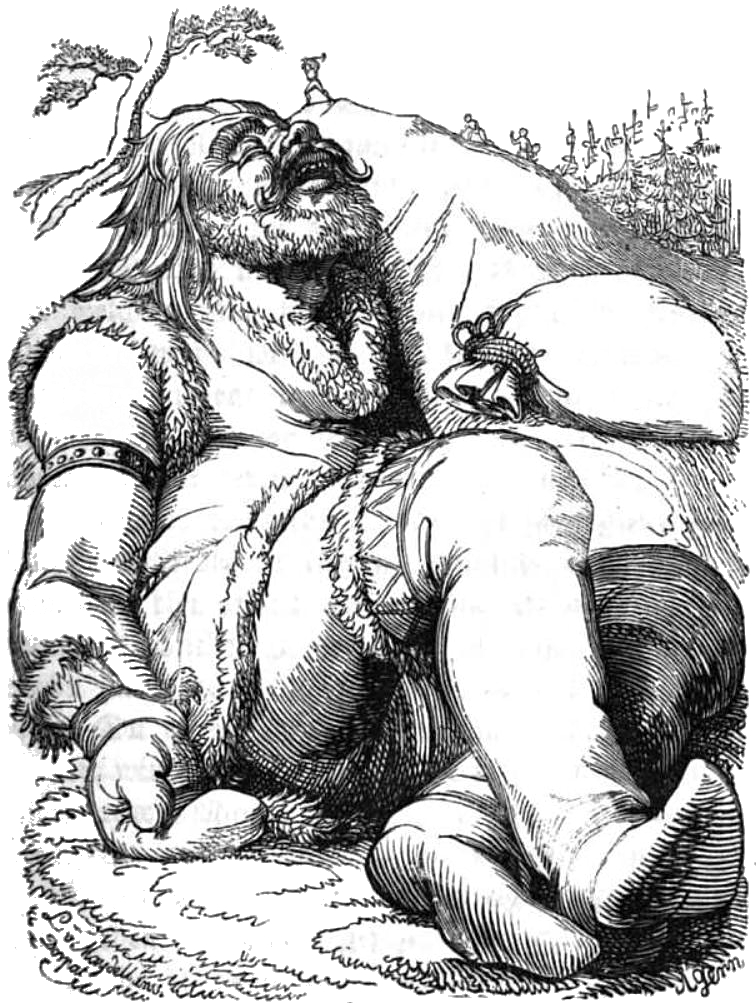
De slapende Skrimir en Thor die met Mjöllnir toeslaat, Nordische sagen der deutschen Jugend erzählt, Ludwig von Maydell, 1842

Skrimir of Skrýmir (grootspreker) is een Jötun uit de Noorse mythologie.
Tijdens de reis naar Útgard in de Gylfaginning komen Thor, Loki, Thialfi en Röskwa deze Jötun tegen in een groot woud. Ze reizen gezamenlijk verder, maar Skrimir pest Thor en sluit de zak met voedsel op een zodanige manier dat Thor deze niet kan openen. Kwaad slaat Thor de slapende Skrimir met Mjöllnir op het hoofd. Die wordt wakker en vraagt of er soms een blad op zijn hoofd is gevallen. 
Skrimir slaapt weer in en Thor slaat middernacht nogmaals met Mjöllnir, dit maal zo hard dat de hamerslag een diepe indruk maakt. Skrimir wordt weer wakker en vraagt of er een eikel op zijn hoofd is gevallen. Als Thor vlak voor zonsopkomst een derde maal toeslaat met Mjöllnir, dringt de hamer diep in. Skrimir wordt wakker en vraagt of er vogels in de boom boven hem zaten, want het leek alsof er afval op zijn hoofd is gevallen. Skrimir verlaat de groep daarna.
Na de verloren weddenschappen met Útgarða-Loki maakt deze bekend dat hij Skrimir was. Thor kon de zak met voedsel niet openen, omdat Skrimir deze met ijzeren banden had dichtgemaakt. Hij heeft bergen, die onzichtbaar waren voor Thor, gebruikt om de slagen van Mjöllnir te stoppen en er zijn grote dalen ontstaan door de slagen. Hij onthult dat zelfs de eerste en minst harde slag zijn dood zou zijn geweest. Dan verbergt hij zichzelf en zijn kasteel door bedrog en misleiding voor de wraak van Thor.

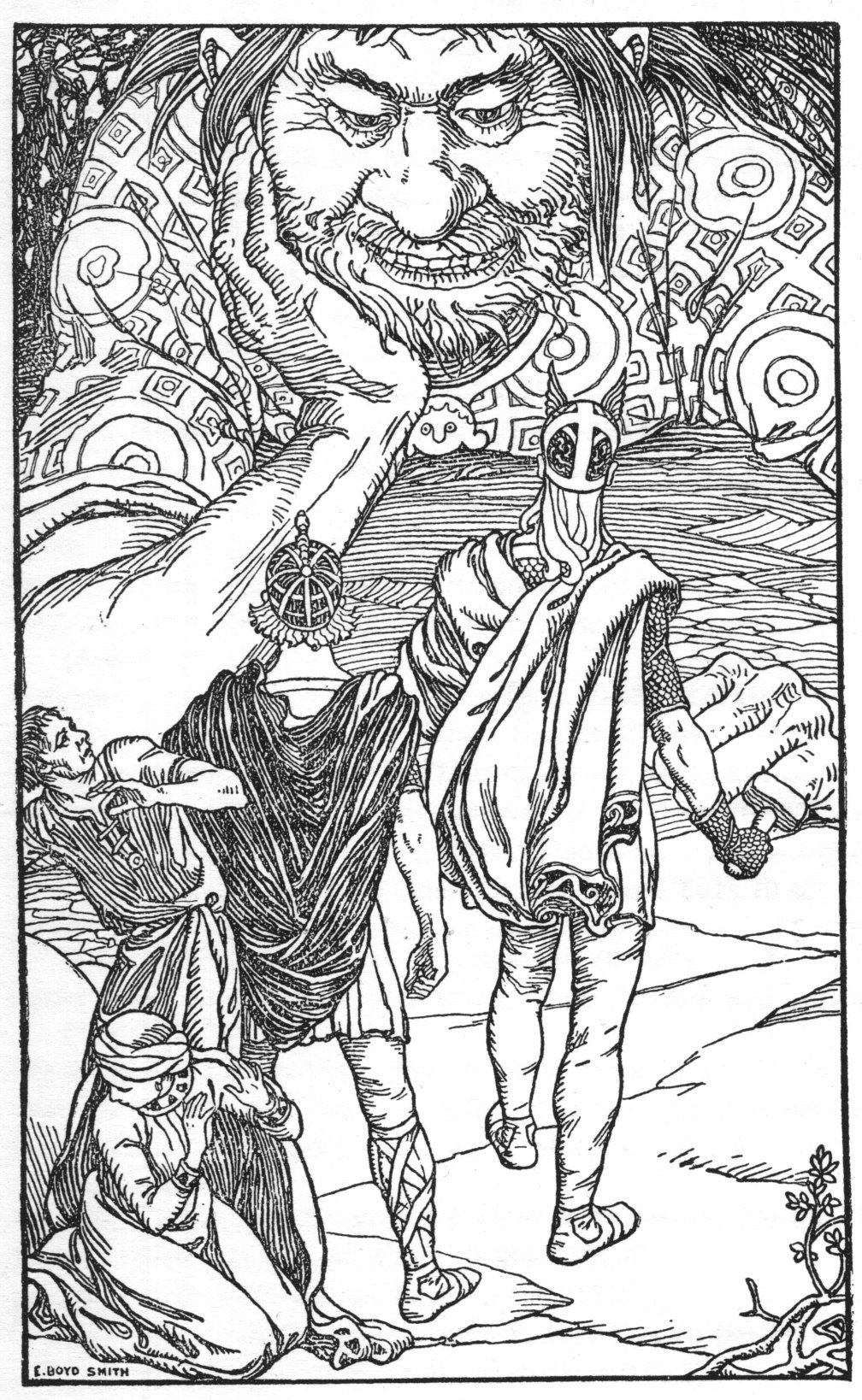
Ik ben de reus Skrimir, In the Days of Giants: A Book of Norse Tales, E. Boyd Smith, 1902
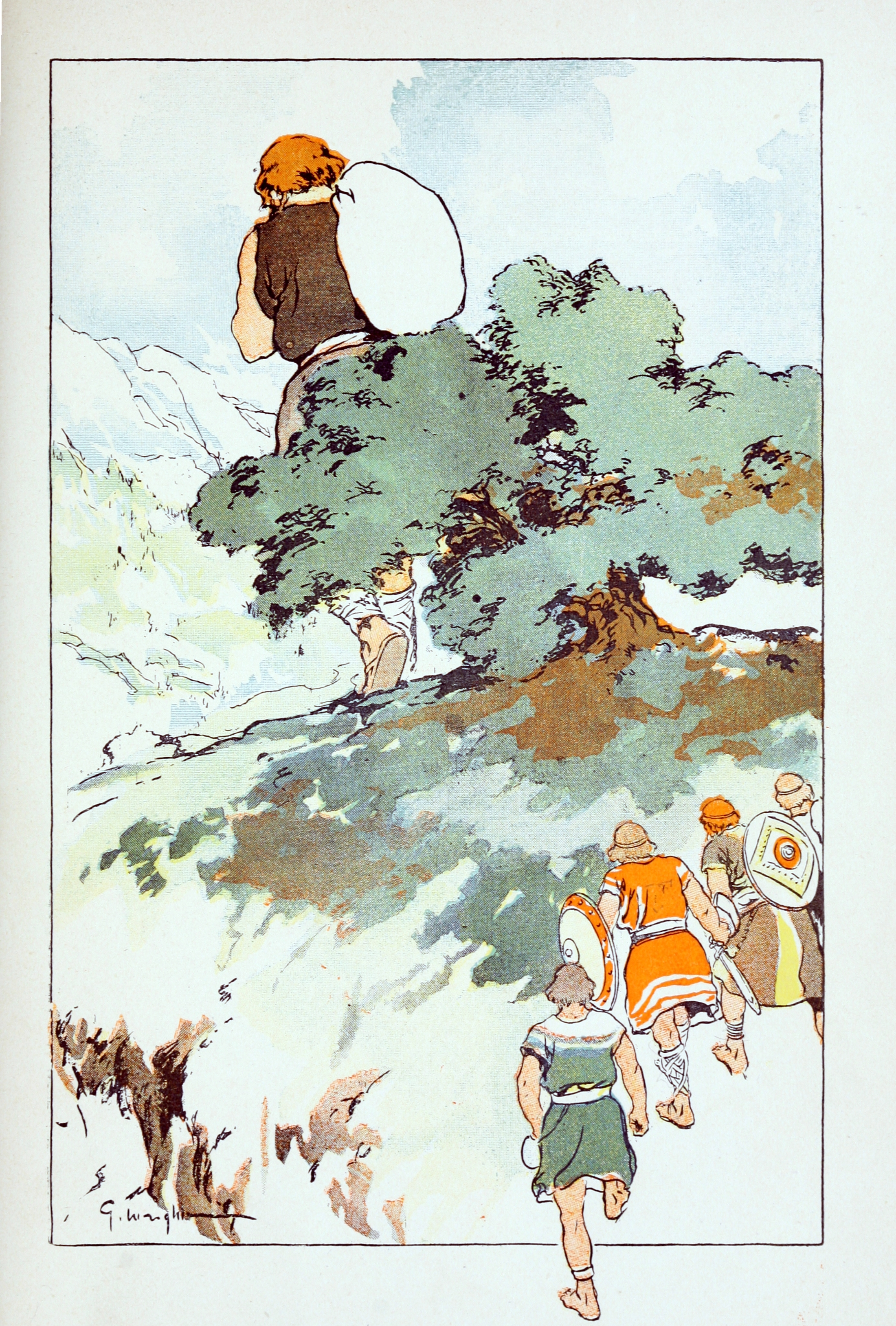
Ze reizen verder, Skrimir loopt voorop, Norse Stories Retold from the Eddas, George Wright, 1908
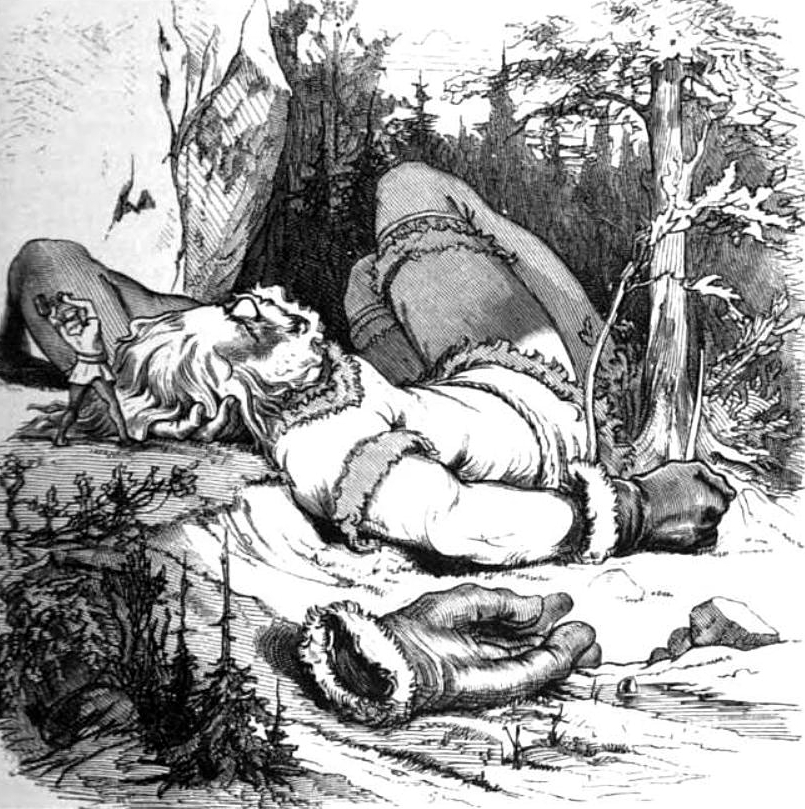
De slapende Skrimir wordt door Thor aangevallen, Nordisch-germanische Götter und Helden, Friedrich Wilhelm Heine, 1882
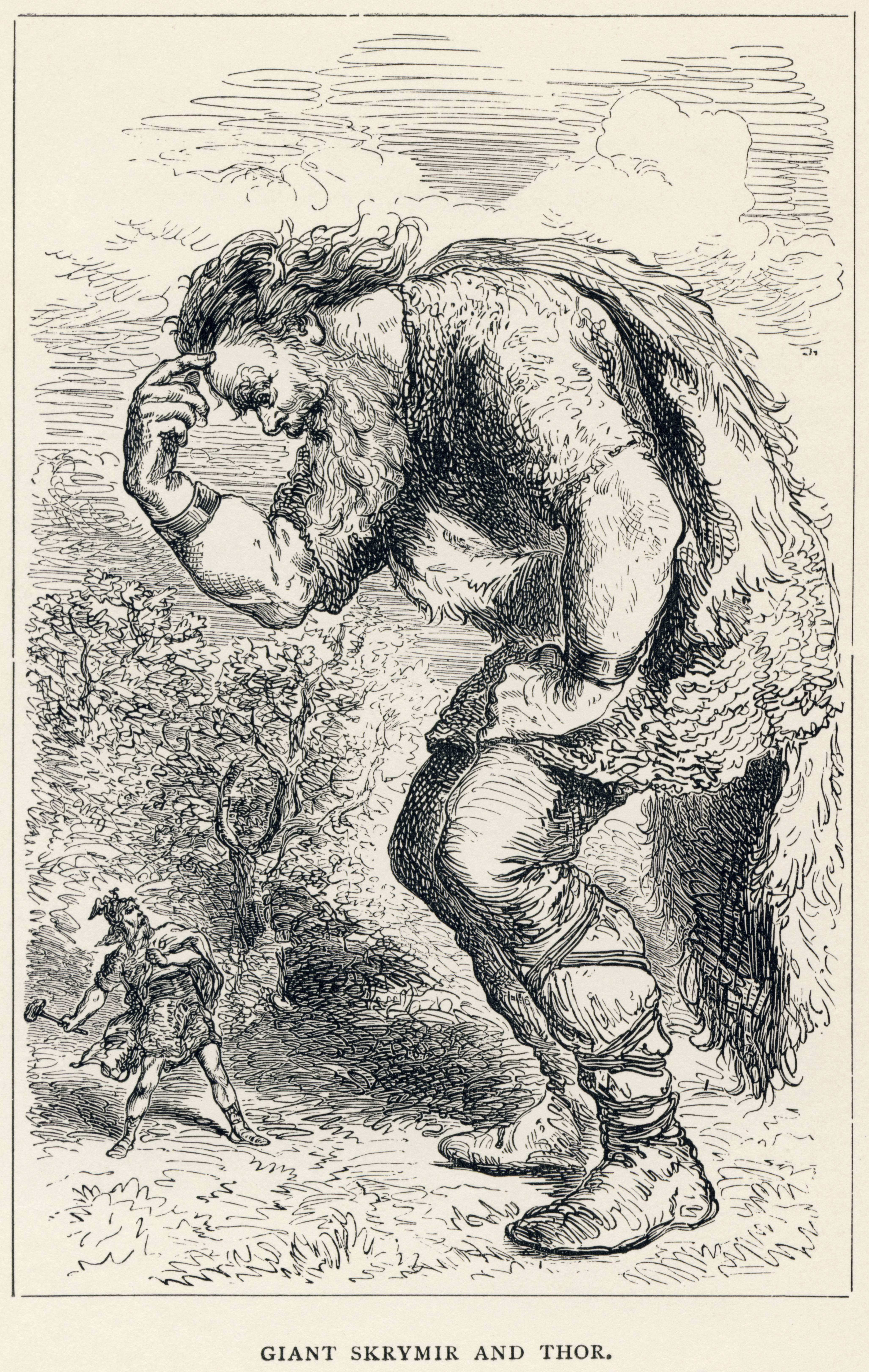
De reus Skrimir en Thor uit The Heroes of Asgard: Tales from Scandinavian Mythology, Louis Huard, 1900
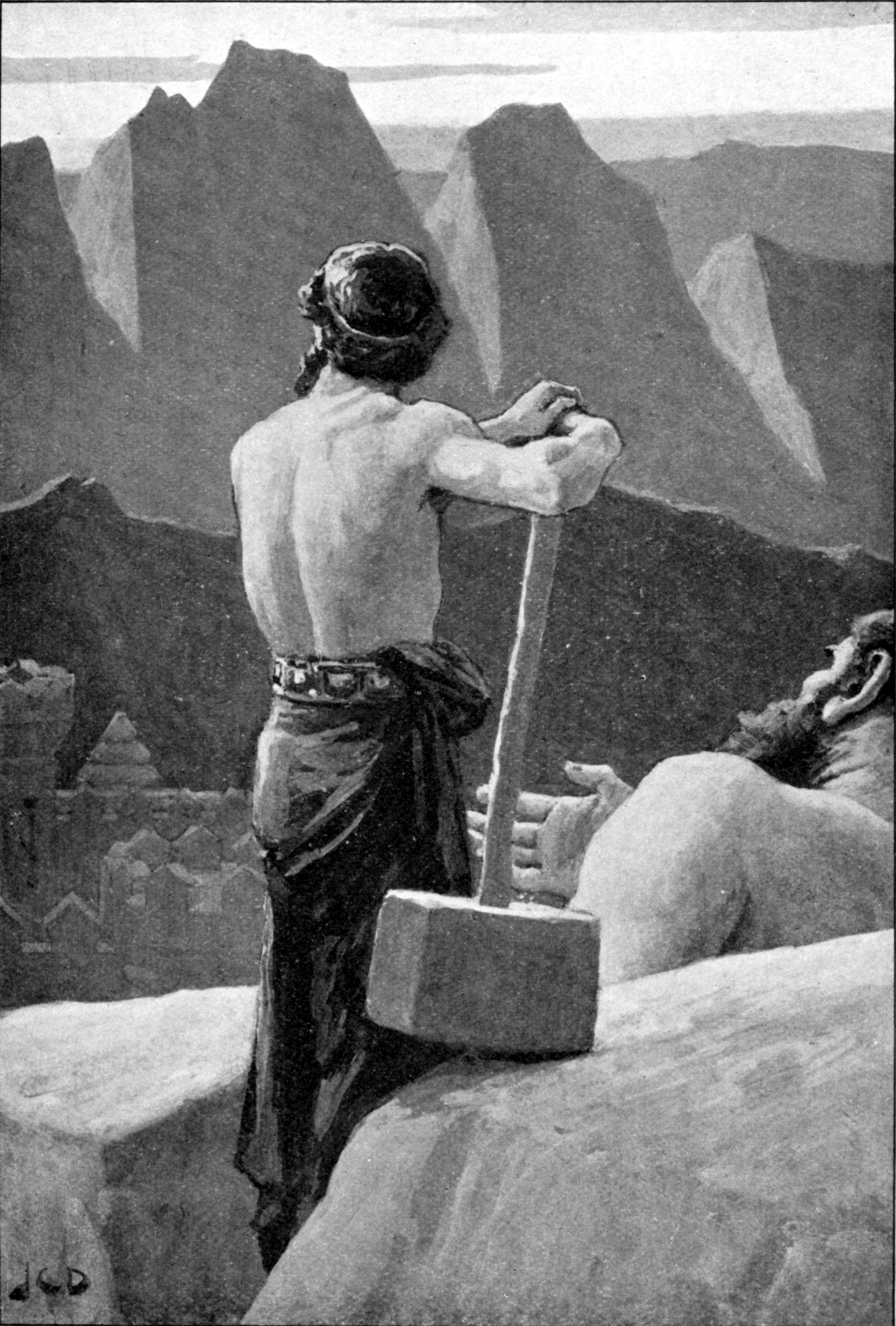
Útgarða-Loki legt aan Thor uit dat hij in illusies geloofde en laat de drie kloven zien die met de hamer zijn veroorzaakt in de bergen, John Charles Dollman, 1909